# Kunchok Tsephel
Kunchok Tsephel aussi Konchok Tsephel (tibétain : དཀོན་མཆོག་ཚེ་འཕེལ, Wylie : dkon mchog tshe 'phel), né en 1970 dans une famille nomade dans le comté de Machu, préfecture autonome tibétaine de Gannan est un écrivain écologiste tibétain. Accusé de "diffusion de secrets d'Etat", il est condamné à une peine de quinze ans de prison, puis libéré deux plus tôt pour avoir sauvé un co-détenu.

## Biographie
Kunchok Tsephel, fonctionnaire travaillant dans un département environnemental du gouvernement chinois, fondateur du site littéraire tibétain Chodme aussi écrit Choemei (signifiant lampe à beurre), a été condamné à 15 ans de prison en 2009 pour « divulgation de secrets d’État ». Détenu depuis février 2009, il est en mauvaise santé du fait de ses conditions de détention. 
Selon un de ses proches, la famille de Kunchok Tsephel n'a pas eu de nouvelle de lui pendant les neuf mois qui suivirent sa disparition en février 2009. En novembre, ils sont encore plus désemparés par cette lourde condamnation. Les charges étant liées à des secrets d'État, les raisons de sa condamnation ne sont pas précisés, il n'a pas eu droit à un avocat. 
Soupçonné de participation à des activités politiques, Kunchok Tsephel avait été détenu et torturé en 1995  et fut libéré sans inculpation après deux mois. 
Il parle couramment le tibétain, l'anglais et le chinois. Il a étudié à l'université centrale des minorités à Pékin de 1997 à 1999, et continué à étudier l'anglais à la Northwest University for Nationalities (en) de Lanzhou. En 2004, il a été recruté en tant que professeur de tibétain et d'anglais à l'école secondaire de la nationalité tibétaine de Machu.  
Il a fondé son site sur les arts tibétains et de la littérature en 2005, avec un jeune poète tibétain, Kyabchen Dedrol. Le site, qui a été fermé par les autorités à plusieurs reprises au cours des dernières années, s'est auto-financé avec une mission de promouvoir les arts et la littérature tibétaine.  
Le site a été fermé en août 2015 par les autorités chinoises,.
En octobre 2015, Pen International émet une résolution appelant à libérer les écrivains tibétains et autres personnalités emprisonnés en violation  du droit à la liberté d’expression, dont Kunchok Tsephel.
Sa femme, également employée du gouvernement, doit à présent prendre soin seule de leur fille malade.
Il est libéré le 18 mars 2022 après 13 ans de prison. Selon le Centre tibétain pour les droits de l'homme et la démocratie (TCHRD), sa peine de prison a été réduite de près de deux ans pour avoir sauvé la vie d'un autre prisonnier et pour bonne conduite. Selon le TCHRD, Tsephel et les membres de sa famille sont sous surveillance car il doit purger une peine supplémentaire de quatre ans de privation des droits politiques, permettant au pouvoir discrétionnaire de la police d'imposer des restrictions extrêmes à ses déplacements et activités.